# ピンクムードショウ
『ピンクムードショウ』は、1960年9月18日から1961年12月3日までフジテレビで放送されていたお色気番組である。フジテレビと東宝の共同制作。帝国電波（現・クラリオン）の一社提供。

## 概要
日本テレビ系列の『11PM』よりも前に放送されていた日本初のお色気番組である。
日劇ミュージックホールのヌードダンサーを主な出演者とし、シルエットなど様々な演出を凝らしていた。毎週日曜の10時45分から15分間、大人のお色気ショーをやり、チラリと乳房を見せたりする場面が好評を得ていた。構成は演出家である丸尾長顕が担当。

## クレーム
番組では毎回、ヌードダンサーが出演していたこともあり、乳房露出が多く視聴者からは「低俗」・「卑猥」といった批判が殺到。この影響を受けて4回目の放送からはヌードは自粛となり、番組内容も変更された。

## 放送時間
いずれも日本標準時。データは読売新聞縮刷版 1960年9月11日 - 1961年12月3日付のラジオ・テレビ欄からの参考。
- 日曜 22:45 - 23:00 （1960年9月11日 - 1960年10月9日）
- 日曜 22:50 - 23:05 （1960年10月16日 - 1961年12月3日） - 『三菱ダイヤモンドグローブ・ボクシング中継』の放送開始によって5分繰り下げ。